# Dallas Defenders
I Dallas Defenders sono stati una società di pallacanestro statunitense con sede ad Addison, in Texas.
Nacquero nel 2007 e disputarono un campionato nella PBL, dove arrivarono quarti nella Western Division. Persero al primo turno dei play-off con i Rockford Fury. Scomparvero al termine della stagione.

## Stagioni
| Stagione | Lega | Denominazione    | V | P  | %    | Piazzamento | Play-off    |
| -------- | ---- | ---------------- | - | -- | ---- | ----------- | ----------- |
| 2008     | PBL  | Dallas Defenders | 8 | 12 | 40,0 | 4º          | Primo turno |